# 南滚河
南滚河是云南省境内怒江下段仅次于南汀河、波罗河的第三大支流,发源于云南省沧源佤族自治县南部与缅甸佤邦边界线附近的范峨山西坡，源头海拔2605米。自东向西流，再南向北流，上游称芒库河，在沧源县班洪乡石头寨附近有南板河汇入后称南滚河，向西南流，在沧源县班老乡班高村西部形成很短的中缅界河，在缅甸佤邦南依（Nam It）附近汇入中缅界河南模河后流入缅甸，在撣邦滚弄縣南部邊界西側的22°59′39″N 98°36′4″E / 22.99417°N 98.60111°E注入南馬河，再於Ta Pangyok注入萨尔温江。中国境内河长62.1千米，落差1380米，流域面积588平方千米，多年平均流量23.3立方米/秒，水力资源理论蕴藏量8.82万千瓦。
南滚河流域在1980年被中華人民共和國政府划为南滚河国家级自然保护区。